# میلتون مندس
میلتون مندس (انگلیسی: Milton Mendes؛ زادهٔ ۲۵ آوریل ۱۹۶۵) مربی فوتبال اهل برزیل است.
از باشگاه‌هایی که وی در آن بازی کرده‌است می‌توان به باشگاه ورزشی واسکو دوگاما، باشگاه فوتبال کریسیوما، بیرامار، و بلننسس اشاره کرد.